# Angel Albino Corzo (Jaltenango)
Angel Albino Corzo är en ort i Mexiko.   Den ligger i kommunen Ángel Albino Corzo och delstaten Chiapas, i den sydöstra delen av landet, 800 km sydost om huvudstaden Mexico City. Angel Albino Corzo ligger 641 meter över havet och antalet invånare är 8 880.
Terrängen runt Angel Albino Corzo är varierad. Runt Angel Albino Corzo är det ganska glesbefolkat, med 28 invånare per kvadratkilometer. Angel Albino Corzo är det största samhället i trakten. I omgivningarna runt Angel Albino Corzo växer huvudsakligen savannskog.